# التنبئة بمن يبعثه الله على رأس كل مائة (كتاب)
كتاب التنبئة بمن يبعث الله على رأس كل مائة للإمام جلال الدين السيوطي يذكر فيه العلماء الذين يرجحهم أن يكونوا المقصودين من الحديث النبوي:
فيذكر من يرجح من العلماء في كل مائة سنة حتي القرن الثامن الهجري ، فذكر في المئة الأولي عمر بن عبد العزيز ، وفي المئة الثانية الشافعي واختلف فيمن بعد ذلك.

## أرجوزة السيوطي في مجددين الإسلام
قصيدة شعرية اسماها تُحْفَة الْمُهْتَدِينَ بِأَخْبَارِ الْمُجَدِّدِينَ